# Røros Lufthavn
Roros Lufthavn i Røros, Norge ejes og drives af Avinor AS. Lufthavnen blev åbnet i 1957, og var af  Braathens S · A · F · E`s travleste lufthavne indtil 2001. Danish Air Transport og Widerøe trafikerede ruten Røros-London til den vest-norske selskab Coast Air overtog i 2007. Efter at Coast Air blev erklæret konkurs den 23. januar 2008, var det uklart, om flyselskaberne vilde overtage rutetrafikken i Roros Lufthavn. Tre selskaber, Widerøe, Danish Air Transport (repræsenteret ved datterselskabet Danu Oro Transportas (DOT LT) og Air Norway meldte sig til at overtage Røros-Oslo ruten.  Den midlertidige kontrakt for den rute, givet til Wideroe, der begyndte flybilletter til Roros 4. februar 2008. 
Den 9. januar 2009 faldt afgørelsen om, at et datterselskab af danske Danish Air Transport (DAT), DOT LT ville overtage flyvninger mellem Oslo og Røros. DOT LT begyndte deres afgange 1 April, 2009. I dag flyves to daglige afgange til Oslo om ugen undtagen lørdag med, en Saab 340A -maskine, der kan flyve omkring 30 passagerer.
Ground tjenester leveres af Røros Flyservice Arkiveret 7. september 2013 hos  Wayback Machine.
I efteråret 2009 blev det besluttet at starte vinterflyvninger mellem Stockholm og Røros to gange om ugen, der afgår fra Røros torsdag og afkast på søndag, der drives af det svenske flyselskab Skyways Express. Flyselskabet benytter en af sine Fokker 50 fly på ruten, som kan flyve omkring 50 passagerer.

## Destinationer
|         | Flyselskab           | Destinationer                                        |
| ------- | -------------------- | ---------------------------------------------------- |
| Danmark | Danu Oro Transportas | Oslo-Gardermoen                                      |
| Sverige | Skyways Express      | Stockholm-Arlanda (Begynder 29. december, sæsonrute) |